# Baju
Baju ist eine kleine Fischerstelle (schwedisch fiskeläge) im Bezirk Anga der Gemeinde Gotland, die nur noch selten für den Fischfang verwendet wird. Viele Sportfischerboote und Touristen suchen den Platz mit den sieben hölzernen Strandhütten in Anga an der Ostküste der schwedischen Insel Gotland auf.
Ein Informationsschild beschreibt die Situation im 19. Jahrhundert, als die Fischerei zur Ergänzung der Landwirtschaft benötigt wurde.
Von den einst über 50 Fischerstellen Gotlands stehen elf als „Reichsinteresse“ unter Denkmalschutz.